# Heteropsis flexuosa
El bejuco yaré o tamishi, Heteropsis flexuosa, es una hierba leñosa de la familia de las aráceas nativa de la Amazonia.

## Descripción
Presenta raíces adventicias que alcanzan una longitud entre 3 y hasta 23 m. Crece enrollándose en los troncos de los árboles de gran fuste. Las hojas son simples, alternas y coriáceas.
Las raíces son usadas en la cestería, para la cual se consideran materia prima de excelente calidad. También se usan como amarres en las construcciones.

## Taxonomía
Heteropsis flexuosa fue descrita por (Kunth) G.S.Bunting y publicado en Revista de la Facultad de Agronomía 10: 201. 1979.
Sinonimia
- Pothos flexuosa
- Pothos flexuosus Kunth in F.W.H.von Humboldt, A.J.A.Bonpland & C.S.Kunth, Nov. Gen. Sp. 7: 151 (1825).
- Anthurium flexuosum (Kunth) Kunth, Enum. Pl. 3: 82 (1841).[5]

## Nombres comunes
- Bejuco de Mamure, nepí del Orinoco.[6]En Perú se le conoce como tamshi[7]